# The Karelian Isthmus
The Karelian Isthmus é o álbum de estréia do Amorphis, sendo, predominantemente, um disco de death metal, apresentando, entretanto, algumas influências de doom metal.
O título deste álbum foi tirado de um famoso campo de batalha finlândes, sendo que as letras versam sobre temas universais como guerra e religião.
Em 2003, este álbum foi relançado com o EP Privilege of Evil.

## Faixas
1. "Karelia" (Holopainen, Koivusaari) – 0:44
2. "Gathering" (Holopainen, Koivusaari) – 4:13
3. "Grail's Mysteries" (Holopainen) – 3:02
4. "Warriors Trail" (Holopainen, Koivusaari) – 5:04
5. "Black Embrace" (Holopainen, Koivusaari, Rechberger) – 3:39
6. "Exile of the Sons of Uisliu" (Holopainen) – 3:44
7. "Lost Name of God" (Holopainen, Koivusaari, Rechberger) – 5:32
8. "Pilgrimage" (Holopainen, Koivusaari) – 4:38
9. "Misery Path" (Holopainen, Koivusaari, Rechberger) – 4:19
10. "Sign from the North Side" (Holopainen, Koivusaari, Laine) – 4:54
11. "Vulgar Necrolatry" (Ahlroth, Koivusaari) – 4:22

## Integrantes
- Tomi Koivusari - Vocal, guitarra
- Esa Holopainen - Guitarra
- Olli-Pekka Laine - Baixo
- Jan Rechberger - Bateria, teclado